# Свелинк, Дирк Янсон
Дирк Янсон Свелинк (нидерл. Dirk Janszoon Sweelinck; 26 мая 1591, Амстердам — 16 сентября 1652, Амстердам) — нидерландский композитор и органист, известный своим мастерством импровизации.

## Биография
Дирк был сыном и учеником Яна Питерсона Свелинка и после смерти последнего в 1644 году стал его преемником в качестве органиста Ауде керк в Амстердаме. Дирк работал там до самой смерти, давая свои знаменитые концерты, где искусство импровизации играло большую роль; после его смерти ему наследовал Якоб ван Нордт.
В январе 1645 года ему был объявлен строгий выговор от церковных властей за празднование рождественской вечеринки в Ауде керк, на которую были приглашены многие «паписты»[стиль]; это поднимает старый спор о том, был ли Свелинк на самом деле протестантом.
Был членом известного Мёйденского кружка, сформировавшегося вокруг дроста Питера Корнелисзона Хофта. Другие композиторы, связанные с этим кружком, были Йоан Альберт Бан и органист Корнелис Хелмбреккер.
Дирк Янсон Свелинк никогда не был женат. Композитор органной музыки Антони ван Нордт был одним из его учеников.

## Произведения
В 1644 году Дирк Янсон Свелинк был редактором пересмотренного и расширенного нового издания (единственного, от которого сохранилась полная копия) знаменитой Седьмой книги (RISM 16443), для которого он, вероятно, сочинил несколько голландских песен. Известна также новая редакция этого сборника, опубликованная в Амстердаме около 1657 года, от который сохранилась только одна неполная копия. Она содержит только музыкальные композиции с явным разделением голосов: есть четыре полифонии для двух до пяти голосов на голландские слова, в том числе Cecilia Liedt, So droegh Kleopatra на стихи Вондела и трехголосный канон Oculos non vidit. Есть также вторая часть сборника под редакцией Б. ван ден Сигтенхорста Мейера, Амстердам того же года. 
Фриц Носке позаимствовал вариации для клавишных (органа или клавесина) для лютеранского религиозного гимна Wie schön leuchtet der Morgenstern; поскольку эта часть, несомненно, является работой ученика Яна Питерсона Свелинка, вопрос об авторстве остается открытым. Такая аранжировка четырёхголосой полифонии и инструментов практически идентична вокальной композиции под названием (на голландском) Hoe schoon lichtet de morghen ster, опубликованной в новом издании процитированной выше Седьмой книги, где Дирк Янсон Свелинк упоминаются как композитор. 
Он, вероятно, принимал участие в пьесе «Гейсбрехт Амстердамский» по Вонделу как аккомпаниатор.